# Heterotaxis schultesii
Heterotaxis schultesii är en orkidéart som beskrevs av Isidro Ojeda och Gustavo Adolfo Romero. Heterotaxis schultesii ingår i släktet Heterotaxis och familjen orkidéer. Inga underarter finns listade i Catalogue of Life.